# کرژووه (استان اشوی‌داشکسیه)
کرژووه (به لهستانی: Krężoły) یک منطقهٔ مسکونی در لهستان است که در گمینا ووجسواو واقع شده‌است.